# Hederorkis
Hederorkis é um género botânico pertencente à família das orquídeas (Orchidaceae).

## Espécies
1. Hederorkis scandens Thouars, Hist. Orchid.: t. 91 (1822).
2. Hederorkis seychellensis Bosser, Adansonia, n.s., 16: 226 (1976).